# Polyscias bracteata
Polyscias bracteata är en araliaväxtart som först beskrevs av René Viguier, och fick sitt nu gällande namn av Lowry. Polyscias bracteata ingår i släktet Polyscias och familjen Araliaceae.

## Underarter
Arten delas in i följande underarter:
- P. b. bracteata
- P. b. subincisa